# Иван Бекјарев
Иван Бекјарев (Београд, 6. април 1946 — Београд, 16. новембар 2020) био је југословенски и српски глумац. Он се огледао са подједнаким успехом у свим жанровима и медијима. Његов легат налази се у Удружењу за културу, уметност и међународну сарадњу „Адлигат” у Београду.

## Биографија
Иван Бекјарев рођен је 6. априла 1946. године у Београду. Родитељи Бекјарева потичу из Македоније. Отац Георги (Ђорђе) је пред Други светски рат дошао у Београд, а мајка Радмила (пореклом из Ђевђелије) је у Београд дошла 1945. Иванов отац је пре рата посрбио своје презиме у Бећаревић, али га је након Ивановог рођења поново променио у Бекјарев, како би избегао непријатности пошто се тако презивао Бошко Бећаревић, шеф београдске Специјалне полиције која је сарађивала са Немцима током рата. Иванов отац је 1952. службено премештен у Краљево. После завршетка основне школе, Иван је уписао Шесту београдску гимназију, а затим и Факултет драмских уметности. За пријемни на факултет спремали су га Мића Томић и Оливера Марковић. Заједно са њим су студирали Јосиф Татић и Милан Гутовић.
Био је навијач и почасни члан фудбалског клуба Црвена звезда.  Иза себе је оставио супругу Милку и сина Вању.

### Глумачка каријера
Прву улогу на филму одиграо је 1967. године, у филму „Боксери иду у рај“, где је главну улогу тумачио Мија Алексић.
Одиграо је више од 150 улога у позоришту, од чега око 60 у Југословенском драмском позоришту, где је 33 године био члан и дугогодишњи првак. Као гост играо је главне улоге и у осталим београдским позориштима, као и у више позоришта у Србији.
Снимио је преко 50 филмова у бившој СФРЈ, Србији, Данској, Италији и др. За допринос изабран је за члана Академије за филмску уметност и науку (АФУН).
Био је веома успешан радио и ТВ водитељ, а 1970. године рекао прво „Добар дан” на тада новом радију „Студио Б”. На Радио Београду-202 годинама је био аутор и водитељ емисије „Мислим на вас, мислите на мене”. Имао је и већи број својих шоу програма на разним телевизијама. Такође, играо је и певао главне улоге у многим кабареима и мјузиклима, оперетама и др. Играо је и у великом броју ТВ драма и серија као „Бољи живот”, „Срећни људи”, где је остварио велику популарност комичним ликовима Курчубића и Деспотовића, као и у веома гледаним серијама „Отписани”, „Више од игре”, „Крај династије Обреновић”, „Горки плодови” у којима је упечатљиво одиграо разноврсне веома сложене драмске улоге. Нарочито је упамћен у роли злогласног управника нацистичког логора, Вујковића у серији „Бањица” за коју је 1984. проглашен за ТВ личност године у Југославији.

### Педагошки рад
Од оснивања је био редовни професор глуме на Академији уметности у Београду, а глуму и јавни наступ, предавао је на још неким факултетима и академијама. Његови студенти били су Милан Калинић, Ива Штрљић, Александра Балмазовић, Данијел Николић.
Имао је своју школу глуме и јавног наступа, а глумом и режијом се бавио до краја живота. Шеснаест година био је уметнички директор и селектор међународног Фестивала монодраме и пантомиме у Земуну. Његов уметнички рад и биографија представљени су у монографији „Иван Бекјарев” коју је 2004. године издао Савез драмских уметника Србије.

### Смрт
Преминуо је од последица коронавируса 16. новембра 2020. године у 75. години живота у Београду. Сахрањен је у Алеји заслужних грађана на Новом гробљу у Београду.

## Легат Ивана Бекјарева у Адлигату
Иван Бекјарев и Удружење за културу, уметност и међународну сарадњу „Адлигат” потписали су 28. фебруара 2019. године, уговор о формирању легата у оквиру Позоришне собе Удружења. Том приликом поклоњени су вредни предмети везани за рад Бекјарева, од дипломе Факултета драмских уметности у Београду, Октобарске награде града Београда, плакете Златног ћурана, до Земунске повеље за грађанске заслуге и још велики број награда, повеља и захвалница које је на поклон добијао претходних деценија.
Адлигат је преузео и важан део глумчеве библиотеке, више од 130 књига са посветама, између осталих Пере Зупца, Моме Димића, Милоша Шобајића, Виде Огњеновић, Драгослава Михаиловића, Мире Ступице, Радомира Путника и других.
Грађа коју је Бекјарев чувао у свом дому, имаће велики значај за проучавање историје српског позоришта и овог времена. Поред изванредне архивске грађе, изузетно ретких плаката, позивница и документације, ту су чак и оригинални костими и реквизити са представа.

## Награде и признања

### Одликовања
- Златна медаља за заслуге, постхумно (15. фебруар 2021).

### Глумачке награде
- 1964. Најбољи глумац-аматер града Београда за улогу мужа у једночинки „Дугме" Бранислава Нушића;
- 1969. колективна Мајска награда Београда за испитну представу III године глуме „Госпођа министарка” (Чеда);
- 1976. Статуета Ћуран на Данима комедије у Јагодини, за улогу Зака у представи „Зврчак”;
- 1978. Спомен плакета Југословенског драмског позоришта;
- 1982. Награда Удружења драмских уметника Југославије за за улогу Атанасијевића у комаду „Ноћас је ноћ”;
- 1982. награду Југословенског драмског позоришта, за улогу Атанасијевића у комаду „Ноћас је ноћ”;
- 1983. Златна колајна на Фестивалу монодраме и пантомиме у Земуну, победник с монодрамом „Шумски грађанин”;
- 1984. Награда „Златни смијех” на Данима сатире у Загребу, Позоришта Јазавац, за монодраму „Шумски грађанин";
- 1984. Проглашен за ТВ личност године у Југославији у анкети скопског листа „Вечер”, за улогу Вујковића у ТВ серији „Бањица”;
- 1992. Награда Југословенског драмског позоришта за улогу Чиполе у представи „Марио и мађионичар”;
- 1992. Награда Министарства културе на Позоришним свечаностима „Љубиша Јовановић” у Шапцу, за улогу Шабанона у представи „Не очајавајте никад”;
- 1993. Статуета Ћуран на Данима комедије у Јагодини, за улогу Шабанона у представи „Не очајавајте никад”;
- 1994. Октобарска награда Београда (за улоге Јордан у представи „Побратим” Народног позоришта и Панкрацио у представи „Терговци” Југословенског драмског позоришта;
- 1995. Златник за допринос Филмском фестивалу у Врњачкој Бањи;
- 1996. Награда Бранислав Нушић за животно дело на Нушићевим данима у Смедереву;

- 1996. Диплома за изузетан допринос неговању комедиографије и развоју Фестивала „Дани комедије” у Јагодини;
- 1999. Награда „Борини дани” Врање, за бриљантно одиграну улогу Рајка у представи „Београд на коленима” (Аутсајдери);
- 2004. Награда стручног жирија за најбоље глумачко остварење на фестивалу Вршачка позоришна јесен за улогу Јеротија у представи „Сумњиво лице”, Крушевачко позориште;
- 2004. Монографија Иван Бекјарев - поводом 40 година рада;
- 2004. Плакета Академије уметности „Браћа Карић” за успешан педагошки рад поводом 40 година професионалног уметничког рада;
- 2004. Плакета Народног позоришта „Стерија” Вршац;
- 2004. Плакета Народног позоришта Крушевац;
- 2005. Признање Студија Б као првом водитељу тог радија;
- 2005. Награда „Златни беочуг” за трајни допринос култури, Београдска културно-просветна заједница;
- 2006. Плакета за развој беседништва на Правном факултету Нишу
- 2007. Плакета Мата Милошевић Академског позоришта „Бранко Крсмановић”;
- 2007. Захвалница листа „Борба” поводом 85 година постојања листа за историјско прво „добро јутро“ радио Борбе – студија Б.
- 2008. Књижевна награда „Златно перо”, прва награда за есеј о глумцу Позоришних свечаности „Миливоје Живановић” у Пожаревцу;
- 2009. Плакета Фестивала „Нушићеви дани” у Смедереву, за најбоље глумачко остварење вечери у представи „Власт” позоришта „Славија”;
- 2009. Награда за најбољу мушку на Међународном фестивалу „Театар фест” у Добоју, за улогу Милоја у представи „Власт”.
- 2009. Повеља за грађанске заслуге са медаљом - Заслужни грађанин Земун;
- 2011. Награда за најбољу мушку улогу на Данима комедије у Бијељини, за улоге у представама „Квартет” (Вилфред Бонд) и „Ловци на мираз” (Тоза);
- 2012. Плакета Југословенске кинотеке за изузетан допринос развоју филмске уметности;
- 2014. Повеља за запажене улоге у домаћим ТВ серијама на Фестивалу домаћих играних серија у Београду;
- 2015. Награда „Витомир Богић” Драмског програма радио Београда за најбоље глумачко остварење;
- 2016. Награда „Златни ћуран за животно дело” - Дани комедије у Јагодини

## Филмографија
| Год.       | Назив                                                | Улога                            |
| ---------- | ---------------------------------------------------- | -------------------------------- |
| 1960-те    |                                                      |                                  |
| 1967.      | Боксери иду у рај                                    | Тома Грковић                     |
| 1968.      | Не играј се љубављу (ТВ)                             | млади сељак                      |
| 1968.      | Све ће то народ позлатити (ТВ)                       |                                  |
| 1968.      | Сајам на свој начин                                  |                                  |
| 1968.      | У раскораку                                          |                                  |
| 1969.      | Акваријум                                            |                                  |
| 1969.      | Код зеленог папагаја                                 |                                  |
| 1969.      | Обична прича                                         | гроф Новински                    |
| 1969.      | Пут господина Перисона                               |                                  |
| 1969.      | Обично вече                                          |                                  |
| 1969.      | Лећи на руду                                         |                                  |
| 1970-те    |                                                      |                                  |
| 1970.      | Србија на Истоку                                     | кнез Милан Обреновић             |
| 1970.      | Крунисање                                            |                                  |
| 1970.      | Протекција (ТВ филм)                                 | Младен Ђурић                     |
| 1970.      | Леваци                                               | младић                           |
| 1971.      | Капетан из Кепеника                                  |                                  |
| 1971.      | Све од себе                                          |                                  |
| 1972.      | Роман са контрабасом                                 |                                  |
| 1972.      | Слава и сан                                          |                                  |
| 1972.      | Не газите мушкатле                                   |                                  |
| 1972.      | И Бог створи кафанску певачицу                       | Живко                            |
| 1973.      | Последњи                                             |                                  |
| 1974.      | Манифест за слободу                                  |                                  |
| 1974.      | Отписани                                             | Цане Курбла                      |
| 1974.      | Отписани                                             | Цане Курбла                      |
| 1974.      | Лепеза леди Виндемир (ТВ)                            | господин Думби                   |
| 1975.      | Синови                                               | Томић                            |
| 1975.      | Ђавоље мердевине (ТВ серија)                         |                                  |
| 1975.      | У Орфеуму код Бране (ТВ)                             |                                  |
| 1976.      | Џангризало                                           | директор хотела                  |
| 1976.      | Фронташ                                              | службеник у министарству         |
| 1977.      | Роман са контрабасом                                 |                                  |
| 1977.      | Црни дани                                            |                                  |
| 1977.      | Више од игре (ТВ серија)                             | новинар                          |
| 1978.      | Пучина                                               | др. Ружић                        |
| 1978.      | Избацивач (ТВ)                                       |                                  |
| 1978.      | Професионалци (ТВ серија)                            |                                  |
| 1978.      | Отписани (ТВ филм)                                   | Цане Курбла                      |
| 1978.      | Повратак отписаних (ТВ серија)                       | Цане Курбла                      |
| 1978.      | Чардак ни на небу ни на земљи (ТВ серија)            |                                  |
| 1979.      | Сумњиво лице (ТВ)                                    | Милисав                          |
| 1979.      | Махагони (ТВ)                                        |                                  |
| 1979.      | Кост од мамута (ТВ)                                  | шеф кухиње                       |
| 1979.      | Приповедања Радоја Домановића (ТВ серија)            | Милан Павловић „Зрак“/Шпијун     |
| 1979.      | Господин Димковић                                    | начелник Аврамовић               |
| 1980-те    |                                                      |                                  |
| 1980.      | Било, па прошло (ТВ серија)                          |                                  |
| 1980.      | Сунце                                                |                                  |
| 1980.      | Пруга на револуцијата                                |                                  |
| 1980.      | Врућ ветар (ТВ серија)                               | голман / конобар у хотелу        |
| 1980.      | Одбрана Пере Тодоровића                              |                                  |
| 1981.      | Зелени кабаре                                        |                                  |
| 1983.      | Сумрак                                               |                                  |
| 1983.      | Марија, где си...? (ТВ)                              | Милутин                          |
| 1983.      | Дани Авној-а (ТВ серија)                             | новинар у Лондону                |
| 1984.      | Откос (ТВ серија)                                    | Драган Станић                    |
| 1984.      | Бањица (ТВ серија)                                   | Светозар Вујковић                |
| 1985.      | У затвору                                            | Веља Станић                      |
| 1985.      | Џек-пот (ТВ)                                         |                                  |
| 1985.      | Црвени и црни                                        | директор Занини                  |
| 1985.      | Живот је леп                                         | гитариста                        |
| 1986.      | Климент Охридски ТВ филм                             | кнез Борис                       |
| 1986.      | Смешне и друге приче (ТВ серија)                     | Влајић, директор економске школе |
| 1986.      | Неозбиљни Бранислав Нушић (ТВ)                       | Бранко Секулић                   |
| 1986.      | Срећна нова ‘49                                      | инспектор у Суботици             |
| 1986.      | Добровољци                                           | новинар                          |
| 1986.      | Ловац против топа                                    | Шарло                            |
| 1986.      | Мисија мајора Атертона (ТВ серија)                   |                                  |
| 1986.      | Одлазак ратника, повратак маршала (ТВ серија)        | црноберзијанац                   |
| 1986.      | Крсташки рат у Југовцу                               |                                  |
| 1986.      | Медвед 007                                           |                                  |
| 1986.      | Шмекер                                               | пуковник                         |
| 1987.      | Иванов (ТВ)                                          | Боркин                           |
| 1987.      | И то се зове срећа (ТВ серија)                       | Коле                             |
| 1988.      | Новогодишња прича (ТВ)                               |                                  |
| 1988.      | Роман о Лондону (ТВ серија)                          | Дилај                            |
| 1987-1988. | Бољи живот (ТВ серија)                               | Стеван Курчубић                  |
| 1988.      | Четрдесет осма - Завера и издаја (ТВ серија)         | Сидорович                        |
| 1989.      | Бој на Косову                                        | Парамунац                        |
| 1989.      | Рањеник (ТВ серија)                                  | четнички командант               |
| 1989.      | Мистер Долар (ТВ)                                    | господин председник клуба        |
| 1989.      | Бољи живот                                           | Стеван Курчубић                  |
| 1990-те    |                                                      |                                  |
| 1990.      | Колубарска битка                                     | пуковник Љубомир Милић           |
| 1990.      | Сумњиво лице (ТВ)                                    | Јеротије Пантић, срески капетан  |
| 1990.      | Хајде да се волимо 3                                 |                                  |
| 1990.      | Љубав је хлеб са девет кора                          |                                  |
| 1991.      | Туце свилених чарапа                                 |                                  |
| 1991.      | Ноћ у кући моје мајке                                | Бата Добрица                     |
| 1991.      | Српкиња                                              | Добрилин отац                    |
| 1990-1991. | Бољи живот 2 (ТВ серија)                             | Стевица Курчубић                 |
| 1991.      | Мала                                                 | инспектор                        |
| 1992.      | Кнедле са шљивама (ТВ)                               | Сима                             |
| 1992.      | Играч на жици — Радомир Стевић Рас (ТВ документарни) | лично                            |
| 1992.      | Јуриш на скупштину                                   | Јеленко Биџић                    |
| 1992-1993. | Волим и ја неранџе... но трпим (ТВ серија)           | Спасо                            |
| 1992.      | Први пут с оцем на јутрење (ТВ)                      | Крста                            |
| 1994.      | Жеља звана трамвај (ТВ)                              | лажни контролор                  |
| 1994.      | Театар у Срба (ТВ серија)                            |                                  |
| 1993-1994. | Срећни људи (ТВ серија)                              | Бошко Деспотовић                 |
| 1995.      | Све ће то народ позлатити (ТВ)                       | Газда Давид - Меанџија           |
| 1995.      | Крај династије Обреновић (ТВ серија)                 | Божа Маршићанин                  |
| 1996.      | Мали кућни графити (ТВ серија)                       | Мираш                            |
| 1996.      | Ћао, инспекторе, 5 део                               | Стојче 'Мафимент'                |
| 1996.      | Добро вече, децо (серија)                            | Тика Атлетика                    |
| 1996.      | Довиђења у Чикагу                                    | Стојче Мафимент                  |
| 1996.      | Срећни људи: Новогодишњи специјал                    | Бошко Деспотовић                 |
| 1997.      | Канал мимо (ТВ серија)                               |                                  |
| 1998.      | Враћање                                              | тренер Борис                     |
| 1998.      | Досије 128 (ТВ)                                      | друг Ристе                       |
| 1998.      | Кнез Михаило                                         |                                  |
| 1998.      | Буре барута                                          | човек у аутобусу                 |
| 1999.      | Мејдан Симеуна Ђака (ТВ)                             | Турчин на коњу                   |
| 2000-те    |                                                      |                                  |
| 2000.      | Проналазачи (ТВ)                                     | проналазач Јанко                 |
| 2000.      | Тајна породичног блага                               | Веља Ваљаревић                   |
| 2000.      |                                                      |                                  |
| 1998-2001. | Породично благо (ТВ серија)                          | Веља Ваљаревић                   |
| 2001.      | (ТВ)                                                 | Кравтсов                         |
| 2002.      |                                                      |                                  |
| 2003.      | Сироти мали хрчки 2010                               | Стари министар                   |
| 2003.      |                                                      |                                  |
| 2004.      | Јелена (ТВ серија) (ТВ серија)                       | Петар Савић                      |
| 2004.      | Поклон за Сању                                       |                                  |
| 2004.      | Карађорђе и позориште                                | наратор                          |
| 2005.      | Флерт                                                | полицајац                        |
| 2005.      |                                                      |                                  |
| 2005.      | Звезде љубави                                        | Риста                            |
| 2006.      | Љубав, навика, паника                                | Марко                            |
| 2006.      | Оптимисти                                            | шеф казина                       |
| 2008.      |                                                      | рецепционар                      |
| 2008.      | Горки плодови                                        | Муцула                           |
| 2009.      | Заувек млад (ТВ серија)                              | Кодрња                           |
| 2009.      | Медени месец                                         | комшија                          |
| 2009.      | Кад на врби роди грожђе (ТВ серија)                  | Јордан                           |
| 2010-те    |                                                      |                                  |
| 2010.      | Бели Анђео                                           | побратим                         |
| 2011.      | Два смо свијета различита (ТВ серија)                | Узеир Кундуровић                 |
| 2015.      | Луд, збуњен, нормалан                                | Милутин                          |
| 2016.      | Главом кроз зид (ТВ серија)                          | Кодрња                           |
| 2017.      | Врати се Зоне                                        | Стратимир                        |
| 2017.      | Сага о три невина мушкарца                           | професор                         |
| 2017.      | Као на филму                                         | инспектор Славко                 |
| 2019.      | Сенке над Балканом                                   | домаћин                          |
| 2020-те    |                                                      |                                  |
| 2020.      | Новине                                               | Јован Арбутина                   |
| 2020.      | Име народа                                           | Др Герваји                       |
| 2021.      | Александар од Југославије (ТВ серија)                | лекар на двору краља             |
| 2021.      | Име народа (мини-серија)                             | Др Герваји                       |
| 2022.      | Било једном у Србији                                 | градоначелник                    |

## Галерија
- Иван Бекјарев као дете (фотографија је део глумчевог легата у Адлигату)
- Фотографија породице Ивана Бекјарева
- Фотографија Ивана Бекјарева као младића коју је предао приликом пријемног на Академији
- Почасна чланска карта ФК Црвена звезда Ивана Бекјарева
- Иван Бекјарев са тенисером Новаком Ђоковићем
- Портрет Ивана Бекјарева
- Награде и предмети Ивана Бекјарева
- Октобарска награда града Београда Ивану Бекјареву (1994)
- Иван Бекјарев (са својом монографијом у руци) на додели Златног беочуга, 2005. године
- Гроб у Алеји заслужних грађана на Новом гробљу у Београду